# Аварія Boeing 737 під Гонолулу
Аварія Boeing 737 під Гонолулу — переобладнаний вантажний літак Boeing 737—200, який здійснював короткий вантажний рейс з міжнародного аеропорту Гонолулу до аеропорту Кахулуї на сусідньому гавайському острові Мауї, зазнав механічних проблем і розбився незабаром після зльоту рано вранці 2 липня 2021 року.
Двомоторний літак належав і експлуатувався Rhoades Aviation під торговою маркою Transair і мав екіпаж з двох осіб. Обидва турбовентиляторні двигуни Pratt & Whitney JT8D незабаром після зльоту зависли. Не маючи змоги зберегти висоту, пілоти намагались приводнитись біля узбережжя Оаху приблизно через 11 хвилин польоту.
Пара була врятована приблизно через годину після аварії в рамках скоординованої міжвідомчої операції за участю кількох літаків і човнів. Обидва були госпіталізовані з важкими травмами і згодом відпущені. Наступного тижня уламки були виявлені на глибині до 130 метрів на 3 км, від пляжу Ева.
Федеральна авіаційна адміністрація та Національна рада з безпеки на транспорті негайно почали розслідування. Авіакомпанія Transair добровільно вивела з експлуатації свої чотири літаки 737, що залишилися, для проведення тижневої внутрішньої перевірки. Авіакомпанія Transair відновила польоти свого одного 737-200 через тиждень, але через тиждень після цього була змушена припинити польоти 737 через недоліки, виявлені FAA до відмови.

## Літак

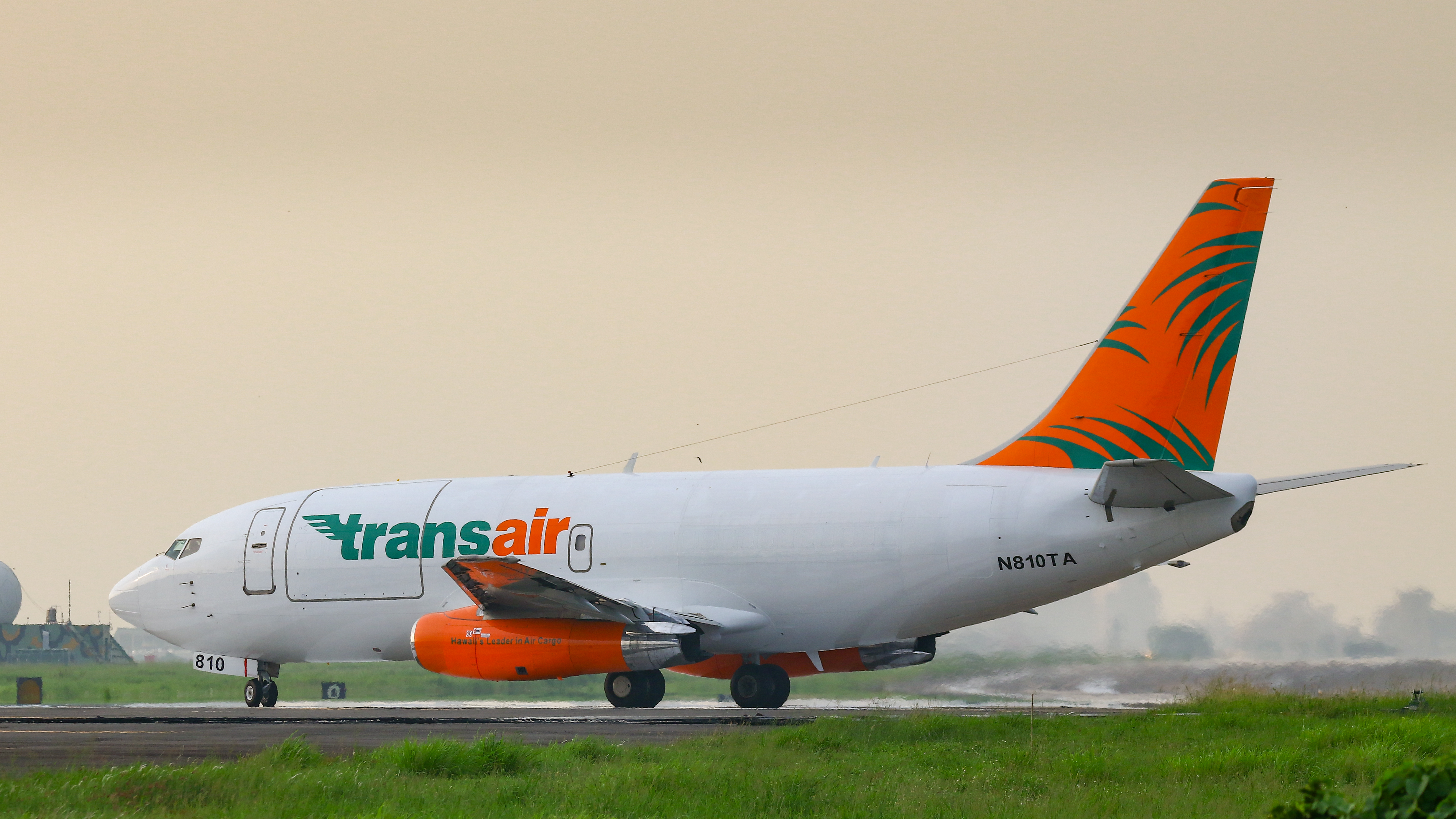
N810TA у травні 2019 року після повного переобладнання вантажного судна

Йшов 45-річний Boeing 737-200 першого покоління. З 1968 по 1988 рік Boeing побудував 1095 літаків типу 737-200, але до 2021 року менше 60 все ще літали по всьому світу. Регулярні пасажирські перевезення з використанням літаків 737-200 преважно припинилися у 2008 році із закриттям авіакомпанії Aloha Airlines (також розташованої в Гонолулу), але деякі залишилися в пасажирських перевезеннях до 2020 року.

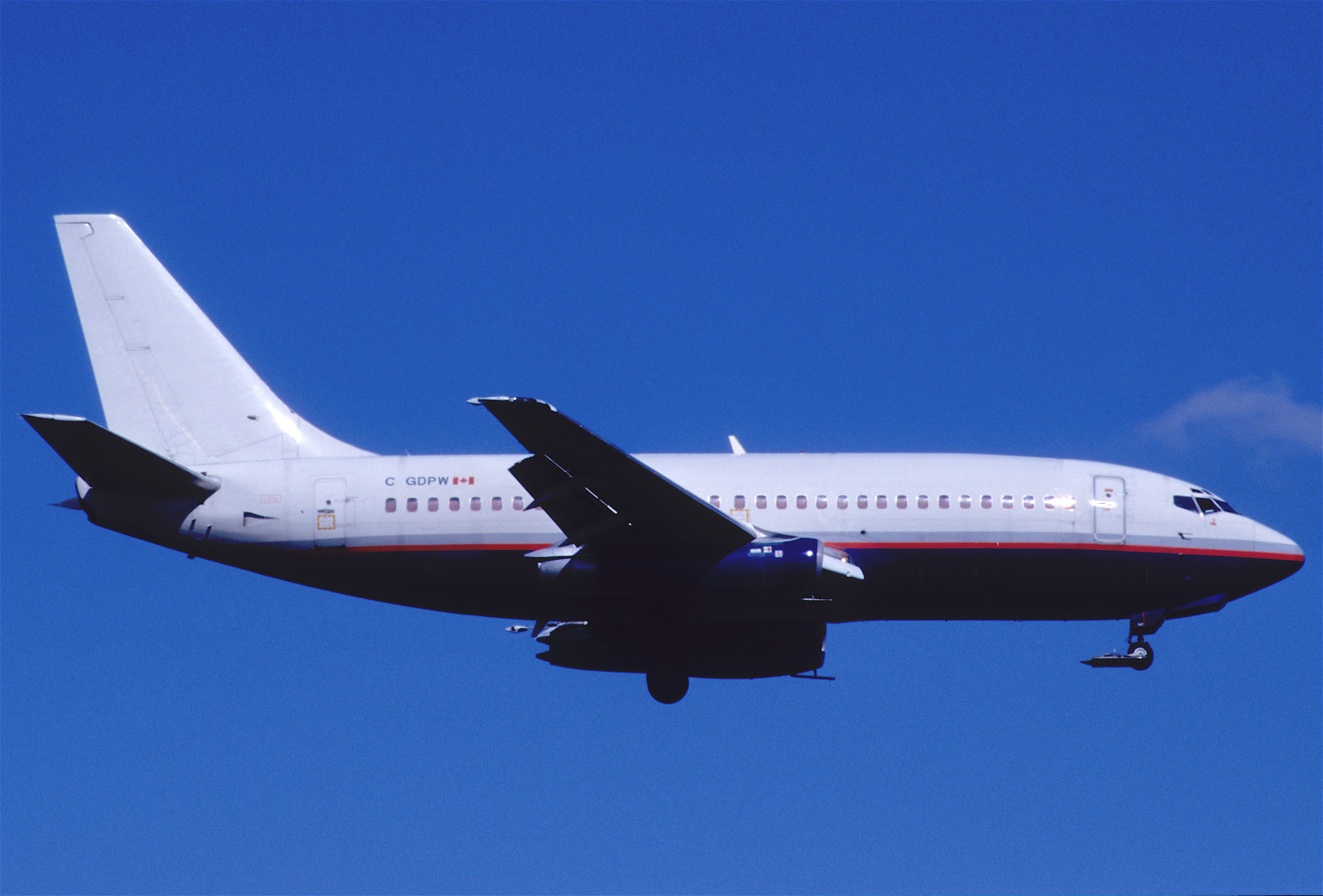
C-GDPW у серпні 1998 року у вантажних перевезеннях у конфігурації «combi»

737-275C Adv — це комбінований літак був побудований для Pacific Western Airlines, доставлений 10 жовтня 1975 року та спочатку зареєстрований у Канаді як C-GDPW. Згодом літак було виведено з пасажирських перевезень, а пізніше перетворено на повноцінний вантажний. У 1999 році переобладнаний планер був перереєстрований на Transmile як 9M-PML у Малайзії, а потім був перереєстрований Transair у США як N810TA у 2014 році. Це був один із п'яти Boeing 737 у флоті Transair компанії Rhoades Aviation Inc.

### Двигуни

Корпус впускного вентилятора двигуна JT8D на морському дні через тиждень після закопування

737 першого покоління оснащувалися двома двигунами Pratt & Whitney JT8D-9A, спочатку розробленими для Boeing 727 приблизно в 1960 році. Компанія Pratt & Whitney випустила понад 14 000 таких двигунів до того, як у 1985 році припинила виробництво. Компанія продовжувала активно постачати запчастини та капітально ремонтувати двигуни до 2021 року, коли приблизно 2000 ще використовувалися. Основні авіакомпанії використовували JT8D до 2020 року, коли авіакомпанія Delta Airlines достроково припинила свій парк McDonnell Douglas MD-88 через пандемію COVID-19.

## Розслідування

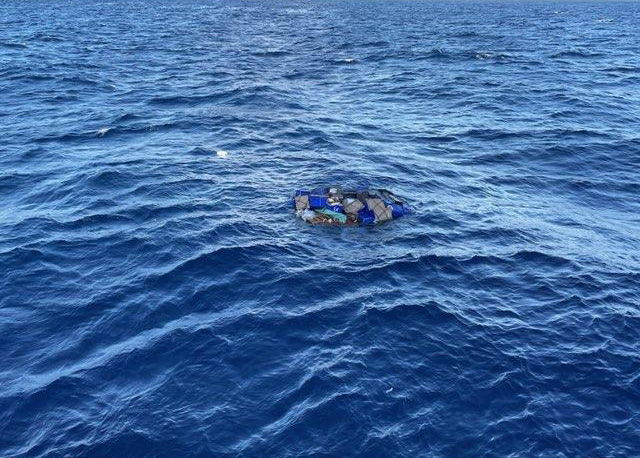
Пласт вантажу, що плаває в полі сміття наступного дня

Наступного дня USCGC Джозеф Герчак завершив збір невеликої кількості випадкових уламків із поля уламків для допомоги у розслідуванні. NTSB оглянув вилучені предмети, описані як переважно генеральні вантажі.

У першій заяві Федерального авіаційного управління (FAA) сказано
Пілоти повідомили про проблеми з двигуном і намагалися повернутися в Гонолулу, коли вони були змушені посадити літак у воду… FAA та Національна рада з безпеки на транспорті проведуть розслідування.
FAA не коментує своє поточне розслідування, але місцевий репортер-розслідувач KHON-TV виявив більше дюжини примусових дій FAA проти Rhoades Aviation і Trans Executive Airlines of Hawaii (ведуть бізнес як Transair), зі штрафами на загальну суму понад 200 000 дол. США. 25 років. Представник компанії відмовився від коментарів, оскільки він є стороною поточного розслідування NTSB, але колишній головний радник FAA опублікував критичний коментар до звіту, застерігаючи від передчасних висновків на основі потенційно не пов'язаних історичних дій правоохоронних органів.
NTSB зустрівся зі сторонами розслідування наступного дня і сказав, що використовуватиме ехолот бокового сканування, щоб знайти та оцінити уламки, перш ніж спробувати відновити бортові самописці «чорної скриньки». Уламки були знайдені наступного тижня на глибині 110—130 м — нижче глибини, де водолази-люди можуть безпечно підняти бортові самописці відповідно до NTSB.
NTSB також взяв проби палива з іншого літака і не виявив аномалій. Наприкінці наступного тижня «виїзна команда» на місці завершила збір швидкопсувних доказів, включаючи опитування понад десятка ключових співробітників, і повернулася додому, але бортові самописці залишилися з уламками на дні моря.
Фотографії з дистанційно керованого підводного апарату SEAMOR Marine Chinook показали, що фюзеляж зламався попереду крила, причому носова частина була відокремлена від центральної частини, але внутрішні частини обох крил все ще були прикріплені до несучої частини крила фюзеляжу.
25 травня 2022 року, посилаючись на численні порушення безпеки, виявлені під час розслідування, FAA оголосило, що анулює сертифікат оператора авіакомпанії. Серед зазначених порушень були 33 польоти, здійснені з двигунами, які не були придатними до польотів. Роудсу дали час до 8 червня для оскарження рішення агентства.
20 грудня NTSB оприлюднив протокол розслідування аварії.